# The Joy Luck Club
The Joy Luck Club (1989) is een bestseller geschreven door de Amerikaanse auteur Amy Tan. Oorspronkelijk had de auteur het bedoeld als een verzameling korte verhalen. Haar eerste roman richt zich op het spelen van het Chinese spel Mahjong voor geld en vier Chinees-Amerikaanse immigrantenfamilies die een club opstarten, bekend als "The Joy Luck Club". 

## Structuur
Het boek is enigszins gestructureerd als een mahjongspel, met vier delen verdeeld in vier secties, die samen zestien hoofdstukken maken. De drie moeders en vier dochters (een moeder, Suyuan Woo, overlijdt voordat de roman begint) leveren hun aandeel in de verhalen over hun leven in de vorm van vignetten, zeer korte verhalen van enkele honderden woorden. Elk deel wordt voorafgegaan door een parabel.

## Thema's
De belangrijkste thema's die het boek behandelt zijn: de strijd om de macht tussen moeders en dochters, de pogingen van de dochters om een onafhankelijk leven te leiden, de problemen die de moeders hebben om op de een of andere manier het beste van hun oude cultuur te vermengen met een nieuwe manier van leven die ze niet begrijpen.

## Adaptaties
In 1993 werd van de roman een speelfilm gemaakt, geregisseerd door Wayne Wang. De acteurs waren Ming-Na, Lauren Tom, Tamlyn Tomita, France Nuyen, Rosalind Chao, Kieu Chinh, Tsai Chin, Lisa Lu en Vivian Wu. Het filmscript werd geschreven door Amy Tan zelf, samen met Ronald Bass. Van de roman werd door Susan Kim een toneeladaptatie gemaakt, die in première ging bij het Pan Asian Repertory Theatre in New York.